# Associação Cultural e Desportiva Potyguar Seridoense
L'Associação Cultural e Desportiva Potyguar Seridoense, noto anche come Potyguar de Currais Novos o come Potyguar Seridoense, è una società calcistica brasiliana con sede nella città di Currais Novos, nello stato del Rio Grande do Norte.

## Storia
Il club è stato fondato il 1º agosto 1989. Il Potyguar de Currais Novos ha vinto il Campeonato Potiguar Segunda Divisão nel 2007. Ha partecipato alla Coppa del Brasile nel 2010, dove è stato eliminato al primo turno dal Paysandu.

## Palmarès

### Competizioni statali
- Campeonato Potiguar Segunda Divisão: 3

2007, 2012, 2021